# Phường chèo trắng lớn

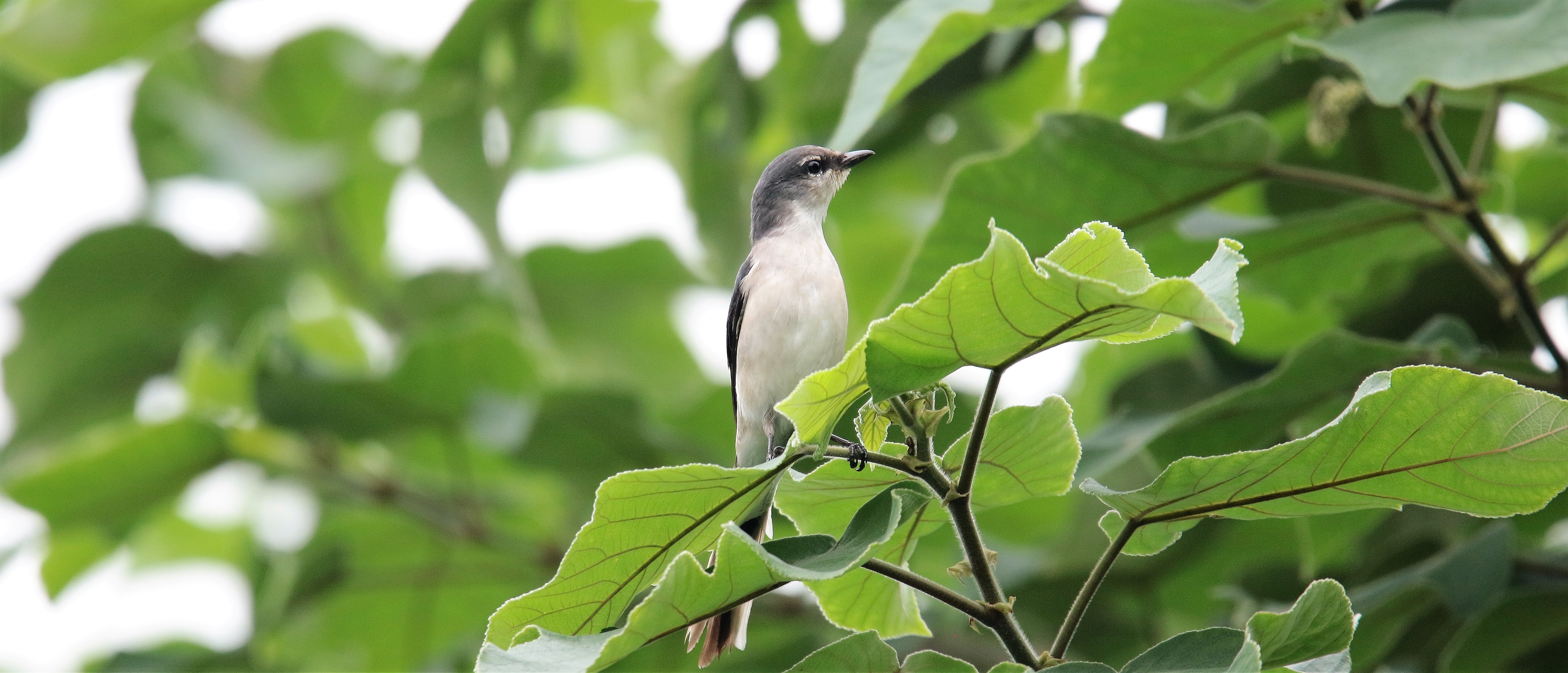
Phường Chèo trắng

Pericrocotus divaricatus là một loài chim trong họ Campephagidae.